# Odontopera bidentata
Odontopera bidentata là một loài bướm đêm trong họ Geometridae.

## Hình ảnh

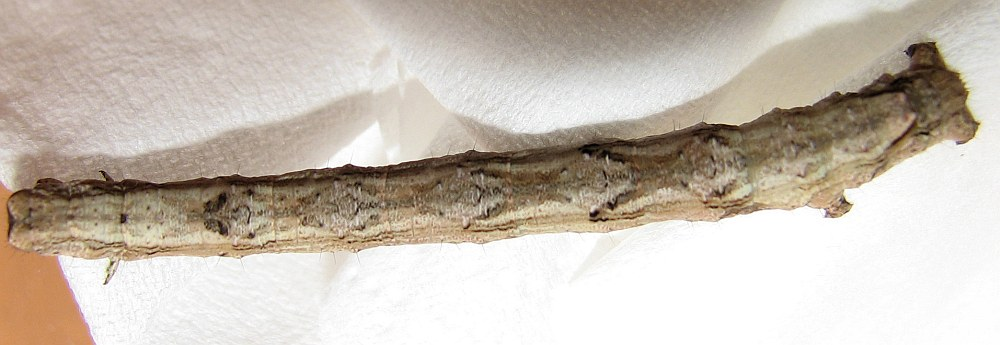
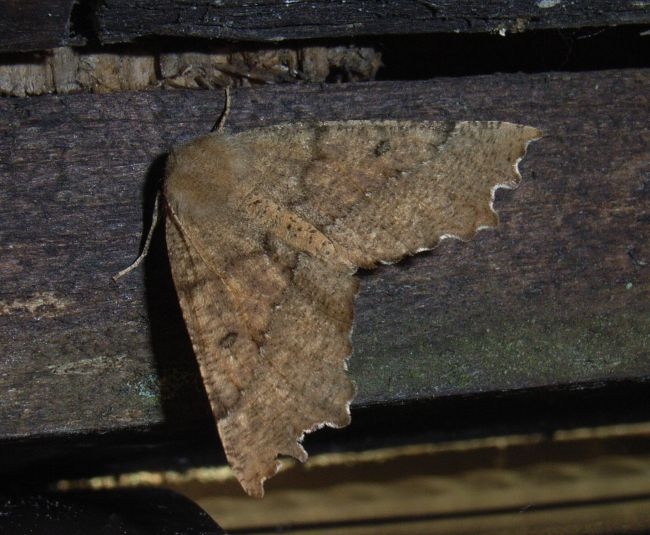
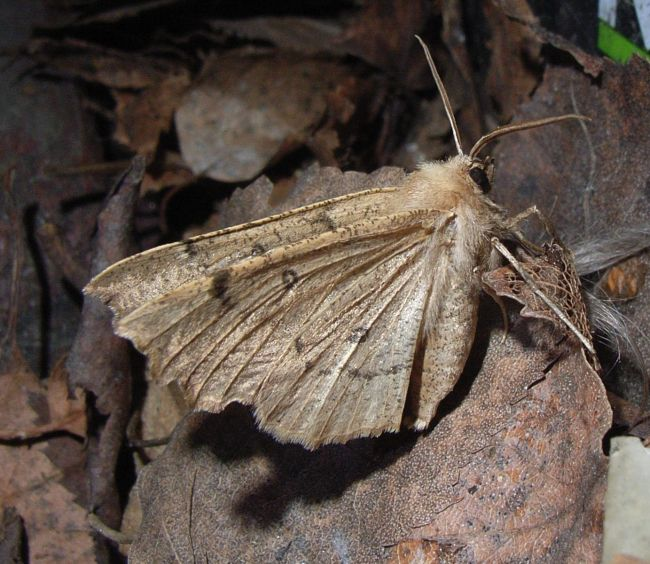